# 푸비니 정리
해석학에서 푸비니 정리(-定理, 영어: Fubini’s theorem) 또는 푸비니-토넬리 정리(-定理, 영어: Fubini-Tonelli theorem)는 이중 적분은 두 번의 일변수 적분을 통해 구할 수 있고, 이는 두 변수에 대한 적분의 순서와 무관하다는 정리이다.

## 정의

### 추이 측도로 유도된 측도의 경우
다음이 주어졌다고 하자.
- 시그마 유한 측도 공간 {\displaystyle (X,{\mathcal {F}},\mu )}
- 가측 공간 {\displaystyle (Y,{\mathcal {G}})}
- 시그마 유한 추이 측도 {\displaystyle \nu \colon X\times {\mathcal {G}}\to [0,\infty ]}

그렇다면, 곱 가측 공간 {\displaystyle (X\times Y,{\mathcal {F}}\times {\mathcal {G}})} 위에 다음 조건을 만족시키는 유일한 측도 {\displaystyle \mu \times \nu }가 존재하며, 이는 시그마 유한 측도를 이룬다.
{\displaystyle (\mu \times \nu )(A\times B)=\int _{A}\nu (x,B)\mathrm {d} \mu (x)\qquad (\forall A\in {\mathcal {F}},\;B\in {\mathcal {G}})}
구체적으로 이 측도는 다음과 같다.
{\displaystyle (\mu \times \nu )(S)=\int _{X}\nu (x,\{y\in Y\colon (x,y)\in S\})\mathrm {d} \mu (x)\qquad (\forall S\in {\mathcal {F}}\times {\mathcal {G}})}
또한, 일반화 푸비니 정리(一般化-定理, 영어: generalized Fubini’s theorem)에 따르면, 다음이 성립한다.
- 임의의 음이 아닌 가측 함수 {\displaystyle f\colon X\times Y\to ([0,\infty ),{\mathcal {B}}([0,\infty )))}에 대하여, 다음 함수는 가측 함수이다.
{\displaystyle (X,{\mathcal {F}})\to ([0,\infty ],{\mathcal {B}}([0,\infty ]))}
{\displaystyle x\mapsto \int _{Y}f(x,y)\mathrm {d} \nu (x,\cdot )(y)}
- 임의의 가측 함수 {\displaystyle f\colon X\times Y\to (\mathbb {R} ,{\mathcal {B}}(\mathbb {R} ))}에 대하여, 만약 {\displaystyle f}의 적분이 확장된 실수로서 존재한다면, 다음이 성립한다. (특히, 만약 {\displaystyle f}가 {\displaystyle (\mu \times \nu )}-적분 가능하다면, 거의 모든 {\displaystyle x\in X}에 대하여, {\displaystyle y\mapsto f(x,y)}는 {\displaystyle \nu (x,\cdot )}-적분 가능하다.)[1]:384–385, Theorem 10.7.2
{\displaystyle \int _{X\times Y}f\mathrm {d} (\mu \times \nu )=\int _{X}\mathrm {d} \mu (x)\int _{Y}f(x,y)\mathrm {d} \nu (x,\cdot )(y)}

### 곱측도의 경우
두 시그마 유한 측도 공간 {\displaystyle (X,{\mathcal {F}},\mu )}와 {\displaystyle (Y,{\mathcal {G}},\nu )}가 주어졌다고 하자. 또한 {\displaystyle (X\times Y,{\mathcal {F}}\times {\mathcal {G}},\mu \times \nu )}가 곱측도 공간이라고 하자. 푸비니 정리에 따르면, 다음이 성립한다.:164–165
- 임의의 음이 아닌 가측 함수 {\displaystyle f\colon X\times Y\to ([0,\infty ),{\mathcal {B}}([0,\infty )))}에 대하여, 다음 두 함수는 가측 함수이다.
{\displaystyle (X,{\mathcal {F}})\to ([0,\infty ],{\mathcal {B}}([0,\infty ]))}
{\displaystyle x\mapsto \int _{Y}f(x,y)\mathrm {d} \nu (y)}
{\displaystyle (Y,{\mathcal {G}})\to ([0,\infty ],{\mathcal {B}}([0,\infty ]))}
{\displaystyle y\mapsto \int _{X}f(x,y)\mathrm {d} \mu (x)}
- 임의의 가측 함수 {\displaystyle f\colon X\times Y\to (\mathbb {R} ,{\mathcal {B}}(\mathbb {R} ))}에 대하여, 만약 {\displaystyle f}의 적분이 확장된 실수로서 존재한다면, 다음이 성립한다.  (특히, 만약 {\displaystyle f}가 {\displaystyle (\mu \times \nu )}-적분 가능하다면, 거의 모든 {\displaystyle x\in X}에 대하여 {\displaystyle y\mapsto f(x,y)}는 {\displaystyle \nu }-적분 가능하며, 거의 모든 {\displaystyle y\in Y}에 대하여 {\displaystyle x\mapsto f(x,y)}는 {\displaystyle \mu }-적분 가능하다.)[3]:185, Theorem 3.4.4
{\displaystyle \int _{X\times Y}f\mathrm {d} (\mu \times \nu )=\int _{X}\mathrm {d} \mu (x)\int _{Y}f(x,y)\mathrm {d} \nu (y)=\int _{Y}\mathrm {d} \nu (y)\int _{X}f(x,y)\mathrm {d} \mu (x)}

이는 추이 측도에 대한 결과에서 다음 두 추이 측도를 취하여 얻는 특수한 경우이다.
{\displaystyle X\times {\mathcal {G}}\to [0,\infty ]}
{\displaystyle (x,B)\mapsto \nu (B)}
{\displaystyle Y\times {\mathcal {F}}\to [0,\infty ]}
{\displaystyle (y,A)\mapsto \mu (A)}

### 리만 적분
직사각형 {\displaystyle [a,b]\times [c,d]\subseteq \mathbb {R} } 위에 정의된 함수 {\displaystyle f\colon [a,b]\times [c,d]\to \mathbb {R} }가 다음 두 조건을 만족시킨다고 하자.
- {\displaystyle f}는 {\displaystyle [a,b]\times [c,d]} 위에서 리만 적분 가능하다.
- 임의의 {\displaystyle x\in [a,b]}에 대하여, {\displaystyle y\mapsto f(x,y)}는 {\displaystyle [c,d]} 위에서 리만 적분 가능하다.
- 임의의 {\displaystyle y\in [a,b]}에 대하여, {\displaystyle x\mapsto f(x,y)}는 {\displaystyle [a,b]} 위에서 리만 적분 가능하다.

그렇다면, 다음이 성립한다.:376
- {\displaystyle x\mapsto \int _{c}^{d}f(x,y)\mathrm {d} y}와 {\displaystyle y\mapsto \int _{a}^{b}f(x,y)\mathrm {d} x}는 {\displaystyle [a,b]} 위에서 리만 적분 가능하다.
- {\displaystyle \iint _{[a,b]\times [c,d]}f(x,y)\mathrm {d} x\mathrm {d} y=\int _{a}^{b}\mathrm {d} x\int _{c}^{d}f(x,y)\mathrm {d} y=\int _{c}^{d}\mathrm {d} y\int _{a}^{b}f(x,y)\mathrm {d} x}

증명:
다르부 적분의 정의에 따라, 임의의 {\displaystyle x\in [a,b]}에 대하여 리만 적분
{\displaystyle \int _{c}^{d}f(x,y)\mathrm {d} y}
가 존재한다는 가정 아래 다음 부등식이 성립함을 보일 수 있다.
{\displaystyle \operatorname {L} \iint _{[a,b]\times [c,d]}f(x,y)\mathrm {d} x\mathrm {d} y\leq \operatorname {L} \int _{a}^{b}\mathrm {d} x\int _{c}^{d}f(x,y)\mathrm {d} y\leq \operatorname {U} \int _{a}^{b}\mathrm {d} x\int _{c}^{d}f(x,y)\mathrm {d} y\leq \operatorname {U} \iint _{[a,b]\times [c,d]}f(x,y)\mathrm {d} x\mathrm {d} y}
여기서 {\displaystyle \operatorname {U} }와 {\displaystyle \operatorname {L} }은 각각 다르부 상적분과 다르부 하적분을 나타낸다. 따라서 만약 추가로 {\displaystyle f}가 {\displaystyle [a,b]\times [c,d]}에서 리만 적분 가능할 경우 위 네 식이 모두 같아지므로 리만 적분
{\displaystyle \int _{a}^{b}\mathrm {d} x\int _{c}^{d}f(x,y)\mathrm {d} y}
가 존재하며
{\displaystyle \iint _{[a,b]\times [c,d]}f(x,y)\mathrm {d} x\mathrm {d} y=\int _{a}^{b}\mathrm {d} x\int _{c}^{d}f(x,y)\mathrm {d} y}
이다. 남은 절반의 증명은 유사하다.

#### 이상 적분
확장된 실수 {\displaystyle a<b} 및 실수 {\displaystyle c<d} 및 함수 {\displaystyle f\colon (a,b)\times [c,d]\to \mathbb {R} }가 다음 조건들을 만족시킨다고 하자.
- {\displaystyle f}는 연속 함수이다.
- 이상 적분 {\displaystyle \int _{a}^{b}f(x,y)\mathrm {d} x}는 {\displaystyle y\in [c,d]} 위에서 균등 수렴한다.

그렇다면, 다음이 성립한다.:391
- 이상 적분 {\displaystyle \int _{a}^{b}\mathrm {d} x\int _{c}^{d}f(x,y)\mathrm {d} y}가 존재한다.
- {\displaystyle \int _{c}^{d}\mathrm {d} y\int _{a}^{b}f(x,y)\mathrm {d} x=\int _{a}^{b}\mathrm {d} x\int _{c}^{d}f(x,y)\mathrm {d} y}

그 밖에도 다양한 꼴의 이상 적분에 대하여 유사한 결론이 성립한다.

## 역사
이탈리아의 수학자 귀도 푸비니의 이름이 붙어 있다.

## 같이 보기
- 카발리에리의 원리
- 쿠라토프스키-울람 정리